# Gaetano d'Alessandro
Gaetano d'Alessandro (Palermo, 5 settembre 1834 – gennaio 1911) è stato un arcivescovo cattolico italiano.

## Biografia
Ha ricevuto l'ordinazione sacerdotale il 6 giugno 1857.
Il 24 marzo 1884 papa Leone XIII lo ha nominato vescovo titolare di Jaso e vescovo coadiutore di Ruggero Blundo della diocesi di Cefalù a cui succede il 18 marzo 1888.
L'8 maggio 1906 si è dimesso dalla carica di vescovo di Cefalù e papa Pio X lo ha elevato arcivescovo nominandolo titolare di Cio.
È morto nel mese di gennaio del 1911 a 76 anni.

## Genealogia episcopale
La genealogia episcopale è:
- Cardinale Scipione Rebiba
- Cardinale Giulio Antonio Santori
- Cardinale Girolamo Bernerio, O.P.
- Arcivescovo Galeazzo Sanvitale
- Cardinale Ludovico Ludovisi
- Cardinale Luigi Caetani
- Cardinale Ulderico Carpegna
- Cardinale Paluzzo Paluzzi Altieri degli Albertoni
- Papa Benedetto XIII
- Papa Benedetto XIV
- Papa Clemente XIII
- Cardinale Marcantonio Colonna
- Cardinale Giacinto Sigismondo Gerdil, B.
- Cardinale Giulio Maria della Somaglia
- Cardinale Luigi Lambruschini
- Cardinale Girolamo d'Andrea
- Cardinale Michelangelo Celesia, O.S.B.
- Arcivescovo Gaetano d'Alessandro